# مايكل بريستون
مايكل بريستون (بالإنجليزية: Michael Preston)‏ هو لاعب كرة قدم كندية أمريكي، ولد في 1 يونيو 1989 في كليفلاند في الولايات المتحدة.

## وصلات خارجية
- مايكل بريستون على موقع مرجع كرة القدم المحترفة.كوم (الإنجليزية)
- مايكل بريستون على موقع JustSportsStats.com (الإنجليزية)